# Maja e Çikës
Die Maja e Çikës (Albanisch für Mädchen-Spitze) ist mit 2045 m ü. A. der höchste Punkt des Ceraunischen Gebirges im Südwesten Albaniens. Die Bergspitze ist Teil des Bergstocks des Mali i Çikës (deutsch Mädchen-Berg), der sich im Norden der Albanischen Riviera parallel zur Küste, die er vom Hinterland abtrennt, von Südost nach Nordwest in Richtung Vlora erstreckt.

## Lage und Relief

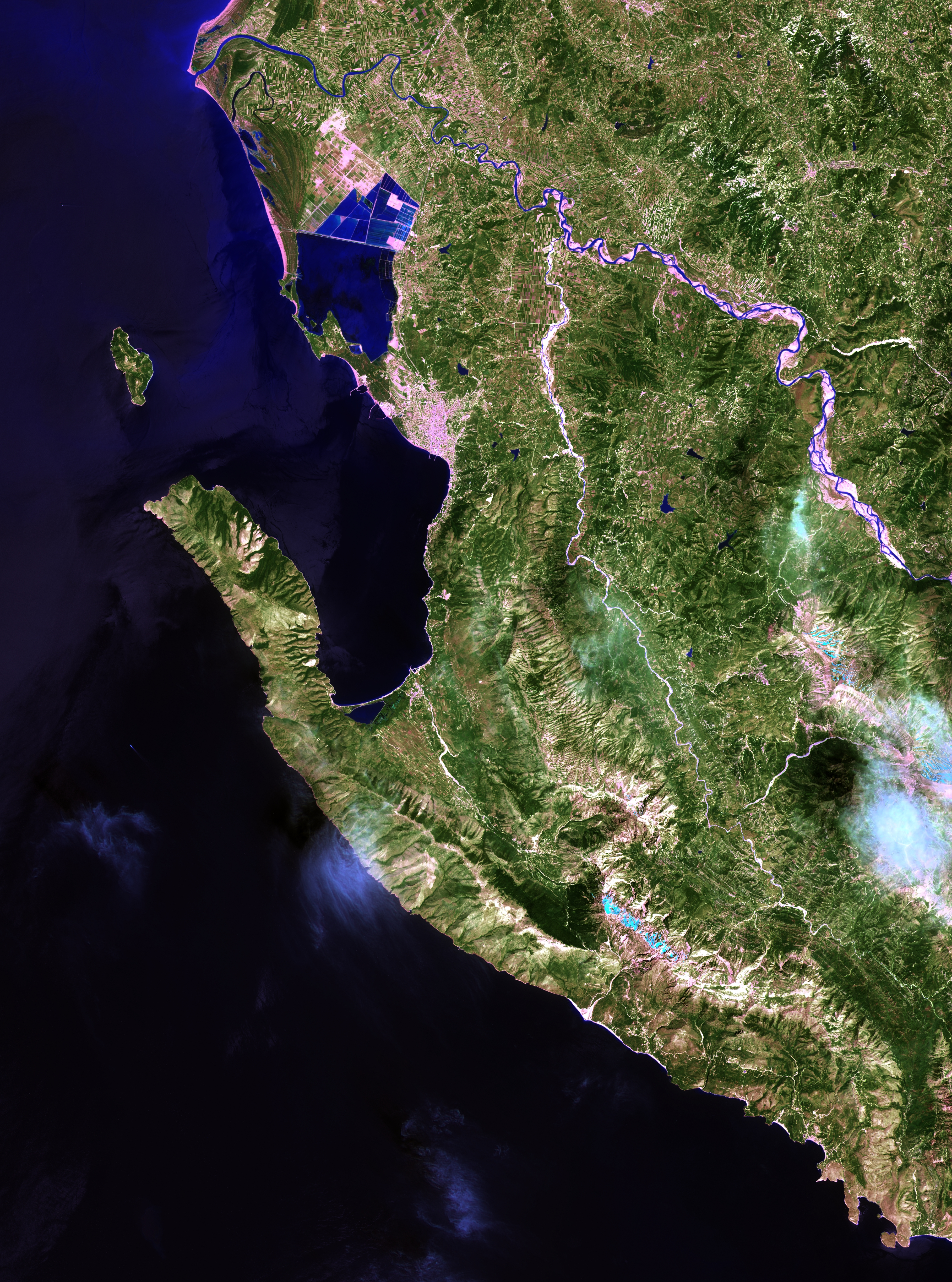
Falschfarben Infrarot-Satelliten-Bild der nördlichen Albanischen Riviera mit dem Gebirgszug der Maja e Çikës. In der am 21. Mai 2013 gemachten Aufnahme sind die schneebedeckten Nordost-Kare (hellblau) der Maja e Çikës am rechten unteren Bildrand gut zu erkennen.

Der Mali i Çikës fällt nach Westen steil zum Ionischen Meer ab: eine Höhendifferenz von mehr als 2000 Metern auf rund fünf Kilometern. Besonders im oberen Teil weist der Berg steile Felswände auf. Der markante Berg prägt die Steilküste der touristisch bedeutsamen Albanischen Riviera. Auch auf der Ostseite fällt der Berg fast so steil ins Tal der Shushica ab. Die zweithöchste Erhebung des Mali i Çikës ist die Maja e Qorrës mit 2018 m ü. A.
Im Bereich des Mali i Çikës teilt sich das Ceraunische Gebirge; die küstennahe westliche Kette wird auch Akroceraunisches Gebirge genannt und läuft in der Halbinsel Karaburun aus, die die Bucht von Vlora gegen das offene Meer abgrenzt. Im Norden setzt sich die östliche Kette im Lungara-Gebirge fort. Gleich westlich der Çika wird beim Llogara-Pass (1027 m ü. A.) das Akroceraunische Gebirge überwunden.
Die Maja e Çikës ist meist bis in den Sommer teilweise schneebedeckt. Kare zeugen von eiszeitlicher Vergletscherung. Von der Spitze bietet sich ein weites Panorama über die ganze Albanische Riviera bis zur Insel Korfu.

## Flora und Vegetation
Die Westflanke des Mali i Çikës ist nördlich des Llogara-Passes auf Höhen bis zu 1800 Meter mit Kiefernwald bewachsen, in dem Schwarzkiefern, Bulgarische Tannen und Schlangenhaut-Kiefern vorkommen. Dieses Gebiet ist Teil des Llogara-Nationalparks. Macchie breitet sich am Berghang bis zu 800 Meter Höhe aus. Auf der Westseite findet sich zwischen 400 und 900 Meter Höhe viel Korkeiche (Quercus macrolepis). Zu den verbreiteten Bergsträucher zählen Buchs, Eibe, Steineiche, Wacholder und Ilex. Auch Bergahorn kommt vor. Eine endemische Art im Gebiet von Çika und Llogara ist Hypericum hapllophyllioides, ein Johanniskraut. Die höchsten Regionen am Gebirgszug sind vegetationslos. In den hohen, wilden Gebieten leben Rehe und Gämsen sowie Steinadler und Gänsegeier.